# (34060) 2000 OZ45
2000 OZ45 (asteroide 34060) é um asteroide da cintura principal. Possui uma excentricidade de 0.16968360 e uma inclinação de 7.81316º.
Este asteroide foi descoberto no dia 30 de julho de 2000 por LINEAR em Socorro.